# Checkers (film 1919)
Checkers è un film muto del 1919 diretto da Richard Stanton.
Henry Blossom è l'autore del lavoro teatrale Checkers, basato su un suo romanzo. La commedia, che era stata presentata a Broadway il 28 settembre 1903, era già stata portata sullo schermo da un precedente Checkers, una pellicola del 1913 diretta da Augustus E. Thomas.

## Produzione
Il film fu prodotto da William Fox per la Fox Film Corporation. Le riprese del film furono effettuate nei Fox studios di Fort Lee, in New Jersey. Alcune location fotografiche furono prese a Jamaica Bay, Long Island, New York; Belmont Park, New York; sulla pista di Havre de Grace nel Maryland; sulla pista di Churchill Downs a Louisville, Kentucky.
L'autore del lavoro teatrale da cui è tratto il film, Henry Blossom, collaborò con Stanton nella fase di pre-produzione, ma morì prima della fine delle riprese.

## Distribuzione
Distribuito dalla Fox Film Corporation, il film uscì nelle sale cinematografiche statunitensi il 24 agosto 1919.
Non si conoscono copie ancora esistenti della pellicola che viene considerata presumibilmente perduta.